# Ragan, Nebraska
Ragan, Nebraska (енгл. Ragan) град је у америчкој савезној држави Небраска.

## Демографија
По попису из 2010. године број становника је 38, што је 8 (-17,4%) становника мање него 2000. године.
| Група             | 2000.      | 2010.       |
| Белци             | 45 (97,8%) | 38 (100,0%) |
| Афроамериканци    | 0 (0,0%)   | 0 (0,0%)    |
| Азијати           | 0 (0,0%)   | 0 (0,0%)    |
| Хиспаноамериканци | 1 (2,2%)   | 0 (0,0%)    |
| Укупно            | 46         | 38          |